# Fernando Angel
Pour les articles homonymes, voir Angel.
Fernando Ángel (né le 16 septembre 1963) est un bassiste et l'un des fondateurs du groupe de musique mexicaine Los Temerarios. Il est le cousin d'Adolfo et Gustavo Angel, et tous trois sont les membres originaux du groupe. Il a rejoint le groupe en 1982, lorsque le groupe était encore connu sous le nom de Grupo Brisas. En 1983, le groupe a changé de nom pour devenir Los Temerarios.
Fernando Angel est peut-être le membre le moins connu de la famille Angel dans le groupe. Cela est peut-être dû au fait que ce sont généralement les photos d'Adolfo et de Gustavo qui font la une des CDs et des affiches de concert du groupe. Néanmoins, il est devenu populaire au Mexique et dans le reste de l'Amérique latine en tant que membre du célèbre groupe.
Fernando a quitté le groupe en 2005, après une dernière représentation dans sa ville natale de Fresnillo, Zacatecas.